# 衛門三郎

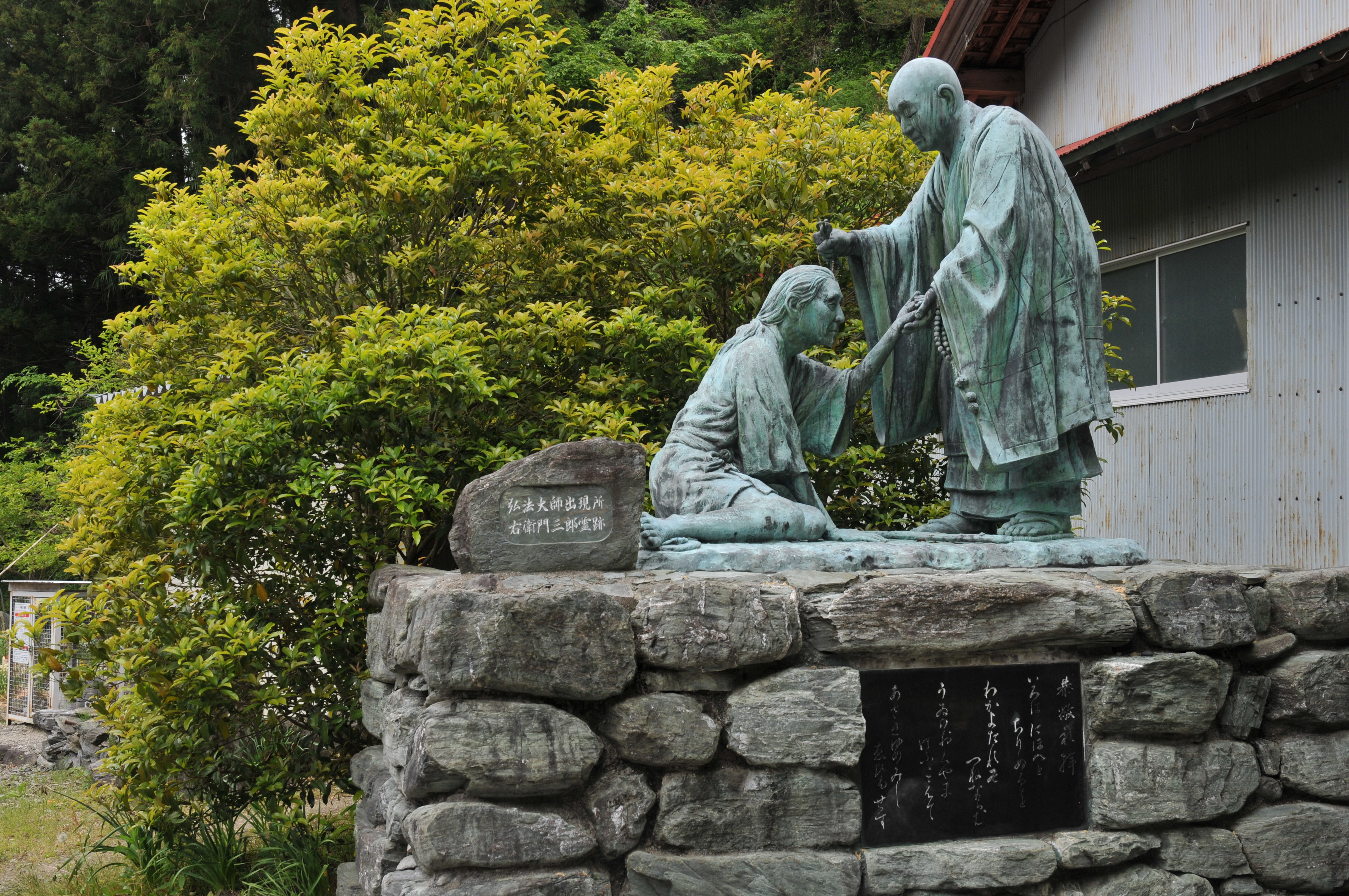
衛門三郎と弘法大師（杖杉庵）

衛門三郎（えもんさぶろう）は、四国霊場にまつわる伝説上の人物。

## あらすじ
天長年間の頃の話である。伊予国を治めていた河野家の一族で、浮穴郡荏原郷（現在の愛媛県松山市恵原町・文殊院）の豪農で衛門三郎という者が居た。三郎は権勢をふるっていたが、欲深く、民の人望も薄かったといわれる。あるとき、三郎の門前にみすぼらしい身なりの僧が現れ、托鉢をしようとした。三郎は家人に命じて追い返した。翌日も、そしてその翌日と何度も僧は現れた。8日目、三郎は怒って僧が捧げていた鉢を竹のほうきでたたき落とし（つかんで地面にたたきつけたとする説もあり）、鉢は8つに割れてしまった。僧も姿を消した。実はこの僧は弘法大師（空海）であった。
三郎には8人の子がいたが、その時から毎年1人ずつ子が亡くなり、8年目には皆亡くなってしまった。悲しみに打ちひしがれていた三郎の枕元に大師が現れ、三郎はやっと僧が大師であったことに気がつき、何と恐ろしいことをしてしまったものだと後悔する。
三郎は懺悔の気持ちから、田畑を売り払い、家人たちに分け与え、妻とも別れ、大師を追い求めて四国巡礼の旅に出る。二十回巡礼を重ねたが出会えず、大師に何としても巡り合い気持ちから、今度は逆に回ることにして巡礼を続けた。その途中、阿波国の焼山寺近くの杖杉庵で病に倒れてしまう。死期が迫りつつあった三郎の前に大師が現れたところ、三郎は今までの非を泣いて詫びた。大師が「望みはあるか」と問いかけると、三郎は「来世には河野家に生まれ変わり人の役に立ちたい（石手寺刻版には「伊予の国司を望む」）」と託して息を引き取った。大師は路傍の石を取り「衛門三郎」と書いて、左の手に握らせた。天長8年10月（石手寺刻版では天長八年辛亥のみ。杖杉庵縁起では天長8年10月20日。）のことという。
翌年、伊予国の領主、河野息利（おきとし）に長男の息方（おきかた）が生まれるが、その子は左手を固く握って開こうとしない。息利は心配して安養寺の僧が祈願をしたところやっと手を開き、「衛門三郎」と書いた石が出てきた。その石は安養寺に納められ、後に「石手寺」と寺号を改めたという。石は玉の石と呼ばれ、寺宝となっている。

## その他
異説もいくつかあり、荏原ではなく寺の掃除をしていた時とするものもある。また、空海に再会したのは20回順打ちしたあとの3回目の逆打ちの途中とする話や、「石」は衛門三郎が旅に出たときに持っていた黄金の塊を空海に渡そうとしたら、いつのまにかただの石になっていて空海が再び衛門三郎に握らせた、という話もある。
また石を握って出生した男児については、成人後商人となったとの伝承もある。
この衛門三郎の伝説が四国遍路の始まりとして広く知られている。亡き子の菩提を弔い、悪業を悔い、大師にわびるための巡礼という回向を重ねることにより、やがて大師にめぐり合えるという話から、大師が今も四国を回っておられ、一心にお四国めぐりをするうち、いずれかどこかで大師に巡りあえるという信仰や、いわゆる「逆打ち」などの言い伝えにつながっている。なお、衛門三郎の「石」は現在も石手寺（松山市）に奉られている。
松山市恵原町には、衛門三郎の八人の子を祀ったと言われる「八塚（やつづか、「八ツ塚」という表記も）」が今も点在している。

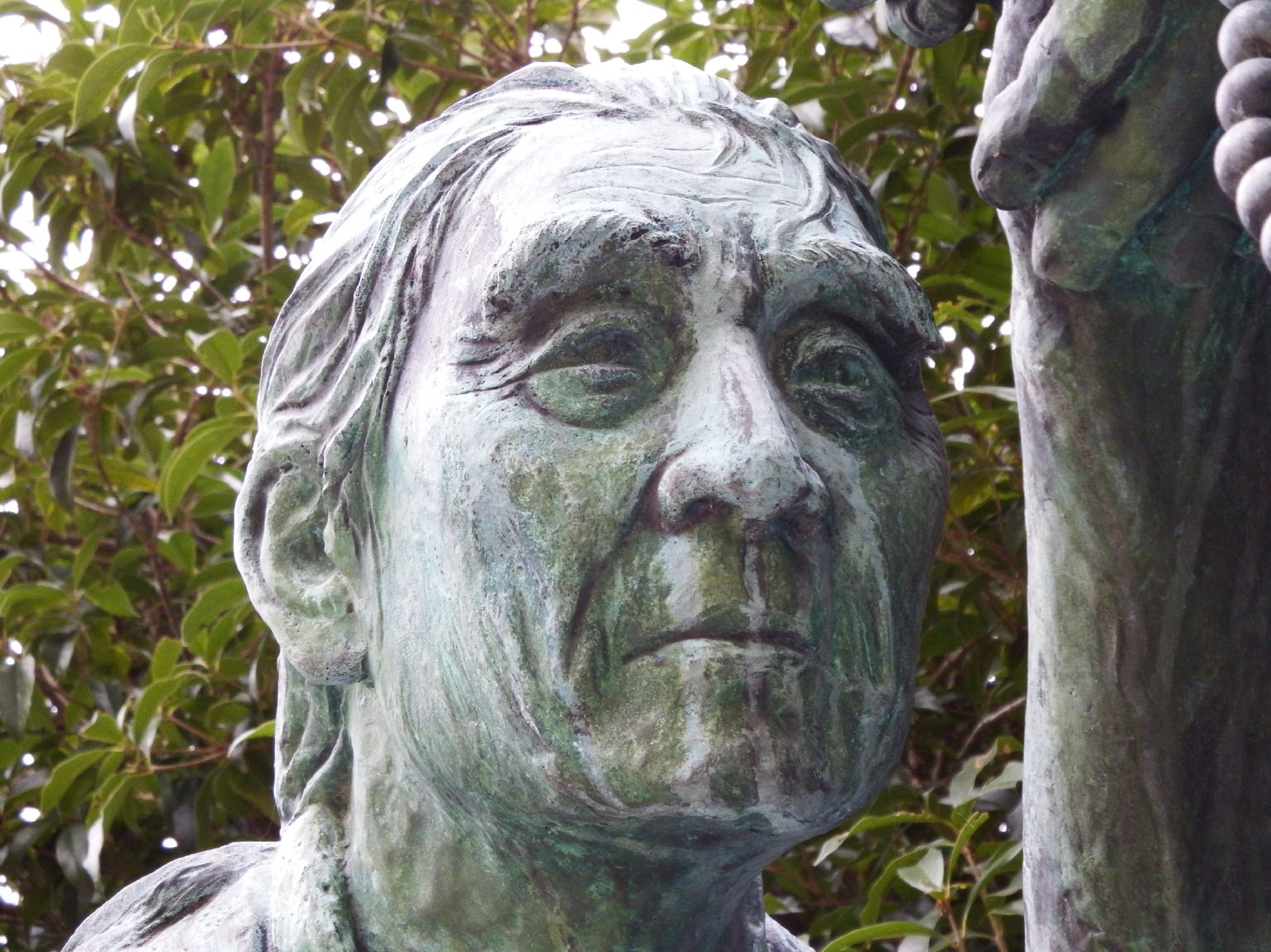
上に掲載の杖杉庵にある像のアップ
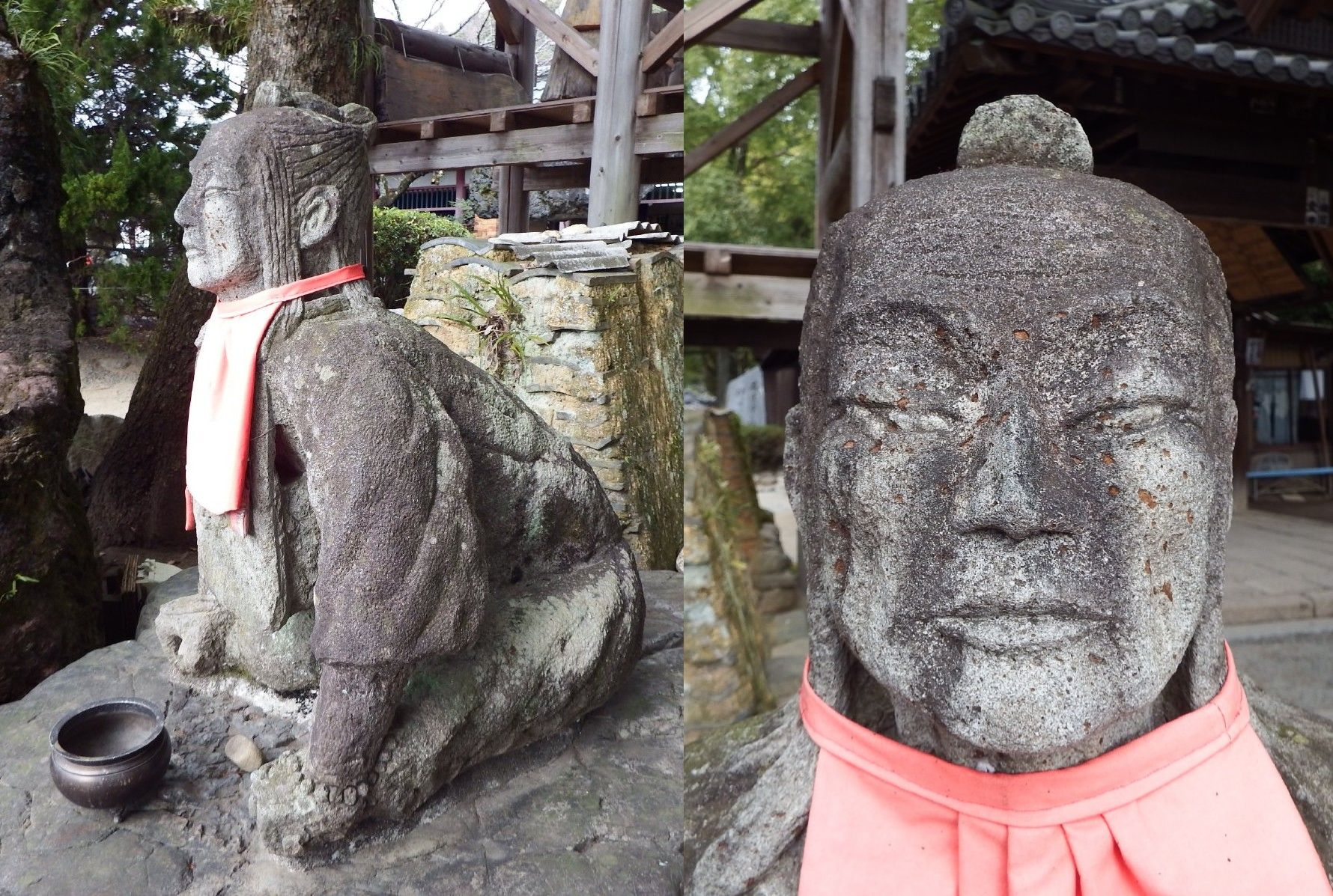
石手寺（愛媛県）門前
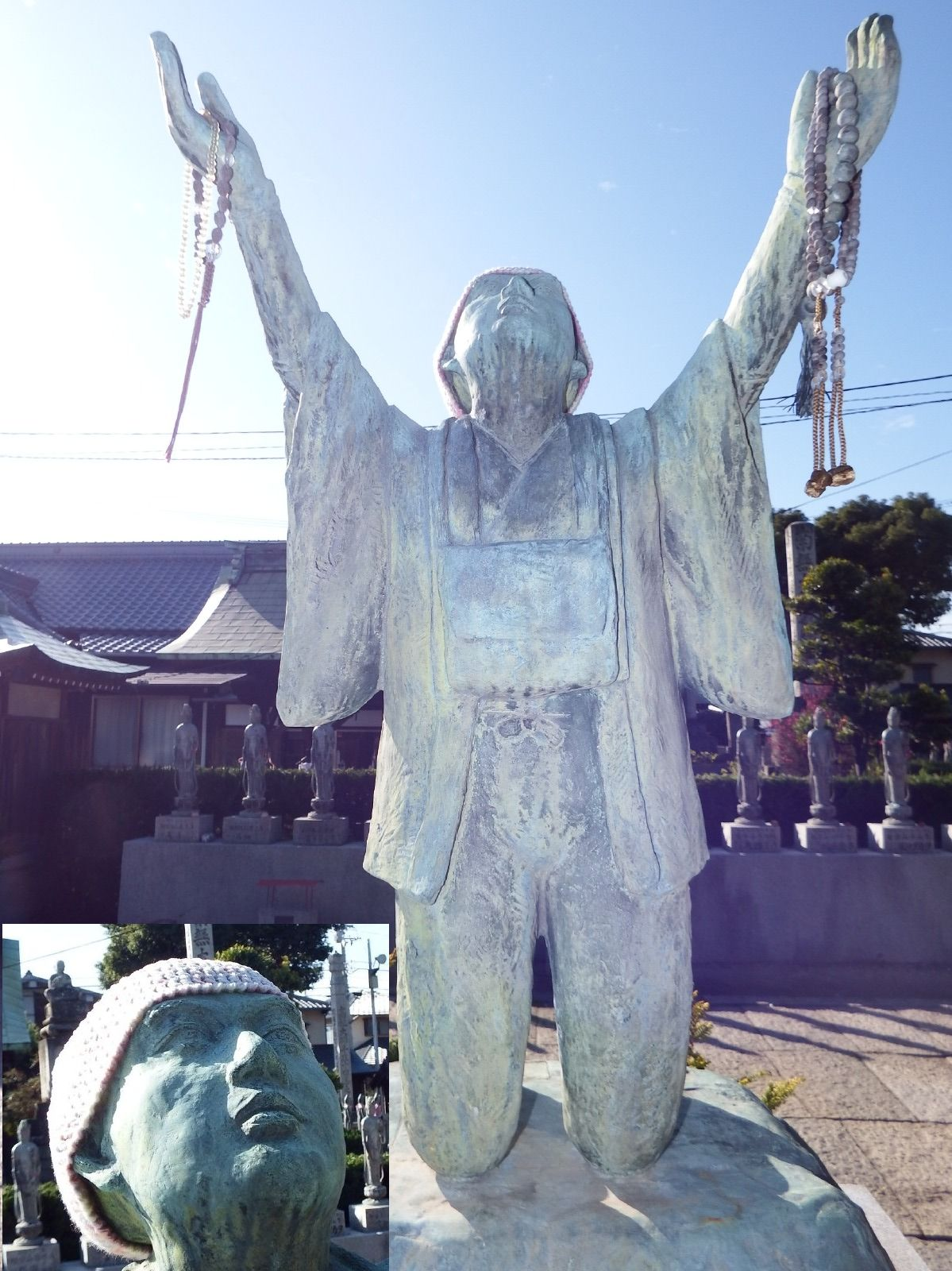
道隆寺（香川県）境内
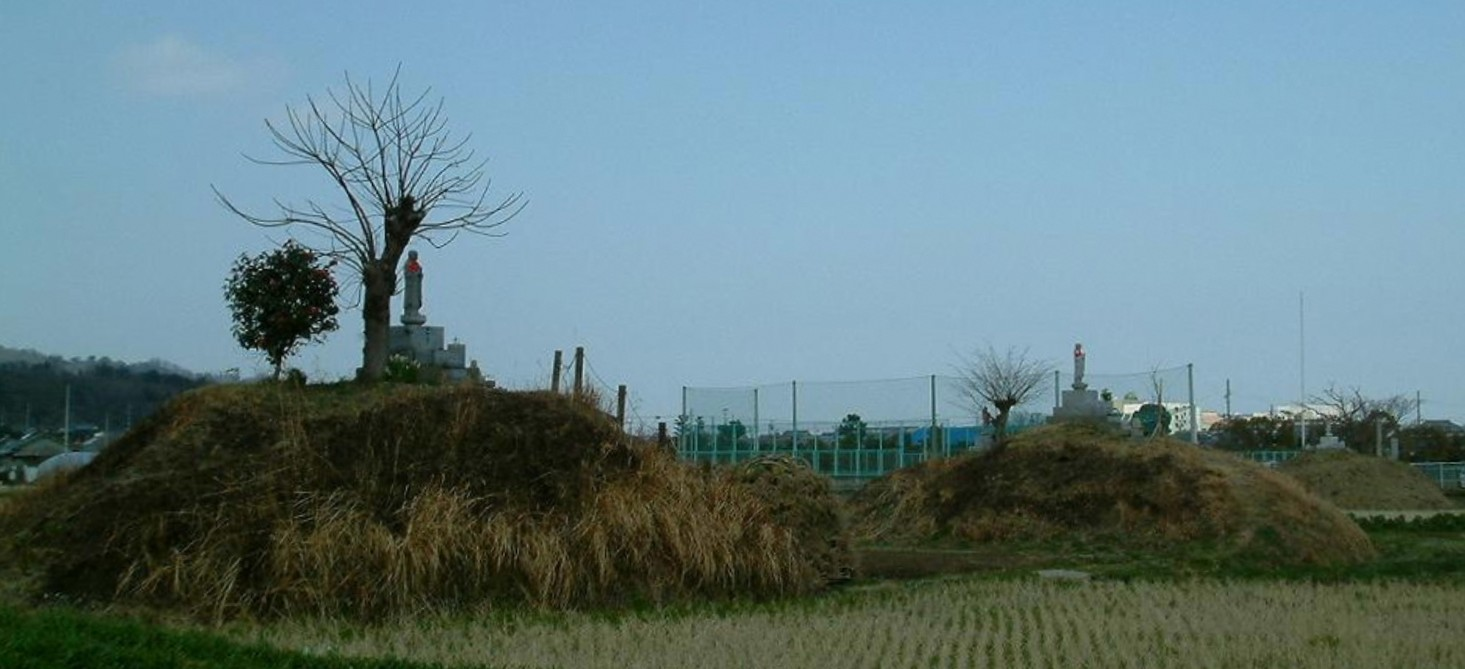
八ツ塚の一部